# Centropyge tibicen
Centropyge tibicen là một loài cá biển thuộc chi Centropyge trong họ Cá bướm gai. Loài này được mô tả lần đầu tiên vào năm 1831.

## Từ nguyên
Từ định danh của loài trong tiếng Latinh có nghĩa là "người thổi sáo", có lẽ hàm ý đề cập đến Japonfche Trompetter, cái tên được đặt cho loài cá thần tiên này bởi nhà tự nhiên học người Hà Lan François Valentijn vào năm 1726, nhưng không rõ ý nghĩa của từ Trompetter.

## Phạm vi phân bố và môi trường sống
C. tibicen có phạm vi phân bố rộng rãi ở Tây Thái Bình Dương, nhưng thưa thớt hơn ở Đông Ấn Độ Dương (chỉ được biết đến tại đảo Giáng Sinh và bờ biển Tây Úc). Từ eo biển Malacca, C. tibicen xuất hiện ở hầu hết vùng biển các nước Đông Nam Á, bờ biển Nam Trung Quốc và đảo Đài Loan, ngược lên phía bắc đến vùng biển phía nam Nhật Bản (bao gồm các quần đảo ngoài khơi), trải dài về phía đông đến một số đảo quốc, quần đảo thuộc châu Đại Dương, gồm Papua New Guinea, quần đảo Solomon, Palau, Liên bang Micronesia, Vanuatu, Fiji, Tonga và Nouvelle-Calédonie; xa nhất ở phía nam là đến bờ Đông Úc, bao gồm đảo Lord Howe và đảo Norfolk (New Zealand).
C. tibicen sống gần các rạn san hô viền bờ và các rạn san hô trong các đầm phá trên nền đáy đá vụn, độ sâu khoảng từ 4 đến 55 m.

## Mô tả
C. tibicen có chiều dài cơ thể tối đa được biết đến là 19 cm, và là loài có kích thước lớn nhất trong chi.
Toàn bộ cơ thể của C. tibicen hầu hết có màu đen (hoặc màu xanh lam thẫm), trừ một vệt đốm lớn màu trắng nổi bật ở giữa thân. Vây bụng và phần vây sát rìa của vây hậu môn có màu vàng tươi, các vây còn lại tiệp màu với cơ thể. Vây lưng và vây đuôi có dải viền màu xanh óng ở rìa, riêng vây hậu môn có viền xanh chia tách hai vùng màu vàng và đen. Cá con có kiểu hình như cá trưởng thành.
Số gai ở vây lưng: 14; Số tia vây ở vây lưng: 15–16; Số gai ở vây hậu môn: 3; Số tia vây ở vây hậu môn: 16–17.

## Sinh thái học

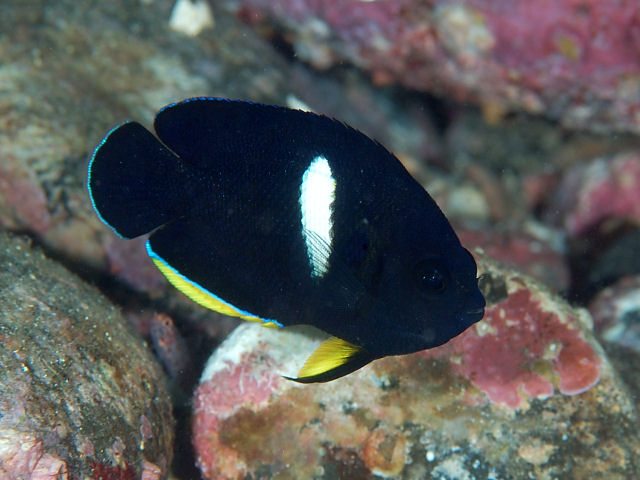
Một cá thể C. tibicen

Thức ăn chủ yếu của C. tibicen là tảo. C. tibicen thường sống thành từng nhóm nhỏ, gồm một con đực trưởng thành thống trị những con cá cái trong hậu cung của nó (một nhóm có từ 3 đến 7 cá thể). Nếu cá đực thống trị biến mất, con cá cái lớn nhất đàn sẽ chuyển đổi giới tình thành cá đực, một hành vi thường thấy ở nhiều loài Centropyge khác.
Loài này có thể sống được đến 6 năm tuổi.

## Thương mại
C. tibicen thường được thu thập và xuất khẩu trong ngành thương mại cá cảnh.